# Tillar
Tillar est un village situé dans l’État américain de l'Arkansas, dans le comté de Desha et le comté de Drew..